# Matrimonio igualitario en Botsuana
Botsuana no reconoce el matrimonio igualitario ni las uniones civiles entre personas entre personas del mismo sexo.

## Antecedentes
Si bien los Tsuana históricamente practicaron la poligamia, no hay registros de matrimonios entre personas del mismo sexo, tal como se entiende desde una perspectiva occidental, que se realicen en la cultura tsuana. Sin embargo, existe evidencia de identidades y comportamientos que pueden ubicarse en el espectro LGBT. La evidencia oral contemporánea sugiere que las relaciones entre personas del mismo sexo eran "comunes" y "prevalentes" entre los mineros tsuana en Sudáfrica a principios del siglo XX. Fue durante esta época, a través de los complejos mineros y la influencia de las lenguas sudafricanas, que el término contemporáneo matanyola, que significa "sexo anal", ingresó al idioma tsuana.Estas relaciones diferían fuertemente de la comprensión occidental de los matrimonios entre personas del mismo sexo, ya que los hombres que contraían estos "matrimonios míos" continuaban casándose con mujeres y "se ajustaban, o parecían ajustarse, a las expectativas de género", y no se consideraban homosexuales o bisexuales., o "infiel a [sus] votos matrimoniales. Esta práctica desapareció a medida que Botsuana se modernizó y expuso al cristianismo, la cultura occidental y la homofobia a finales del siglo XIX y principios del XX.
Hoy en día, la homosexualidad se considera un tabú y la sociedad en general no acepta las relaciones entre personas del mismo sexo. Las relaciones sexuales entre personas del mismo sexo estaban prohibidas en Botsuana hasta que el Tribunal Superior anuló la ley en 2019.
Las relaciones sexuales entre personas del mismo sexo estaban previamente prohibidas en Botsuana según una ley de la época colonial británica. Esta ley fue derogada en 2019 por el Tribunal Superior, sentencia confirmada posteriormente por un tribunal de apelaciones en 2021. Esta sentencia, junto con las reformas a la ley laboral que prohíben la discriminación en la contratación por motivos de orientación sexual en 2010 y el registro de la organización de defensa LGBT más grande de Botsuana, LEGABIBO (Lesbianas, Gais y Bisexuales de Botsuana), en 2016, han consolidado Botsuana como "[líder] en África austral".Sin embargo, la discriminación y el abuso contra las personas LGBT siguen siendo una "realidad cotidiana para muchos", y las leyes no permiten ni reconocen los matrimonios o las uniones civiles entre personas del mismo sexo.

## Situación jurídica
La Ley de Matrimonio (Tsuana: Molao wa Manyalo; Ley 18 de 2001, Capítulo 29:01) no prohíbe expresamente los matrimonios entre personas del mismo sexo y no contiene una definición de matrimonio. Sin embargo, generalmente se refiere a los cónyuges casados como "marido" y "esposa".La Constitución de Botsuana, a diferencia de la constitución del vecino Zimbabue, tampoco prohíbe explícitamente los matrimonios entre personas del mismo sexo.Sociedades civiles tampoco están reconocidos en Botsuana. Esto significa que las parejas del mismo sexo que conviven no disfrutan de los mismos derechos que las parejas casadas, incluso en materia de herencia, beneficios fiscales, adopción y pensión alimenticia, entre otros.
En 2021, un portavoz de LEGABIBO dijo que era probable que la cuestión del matrimonio entre personas del mismo sexo "surgiera en [el] futuro", señalando que la sentencia del Tribunal Superior de 2019 en Letsweletse Motshidiemang contra el Fiscal General "podría ser relevante entonces" y esperando que "las posibilidades futuras también pueden incluir un cambio de ley y la aceptación de la sociedad hacia los matrimonios homosexuales". "Las disposiciones ofensivas del Código Penal han sido anuladas desde hace tiempo por el Tribunal Superior y, por lo tanto, la conducta entre personas del mismo sexo no ha sido criminal desde entonces. Esto ha abierto nuevas vías para que se escuchen conversaciones sobre los derechos de los homosexuales en general", añadieron.